# Sd.Kfz. 8
 (juillet 2011).
Si vous disposez d'ouvrages ou d'articles de référence ou si vous connaissez des sites web de qualité traitant du thème abordé ici, merci de compléter l'article en donnant les références utiles à sa vérifiabilité et en les liant à la section « Notes et références ».

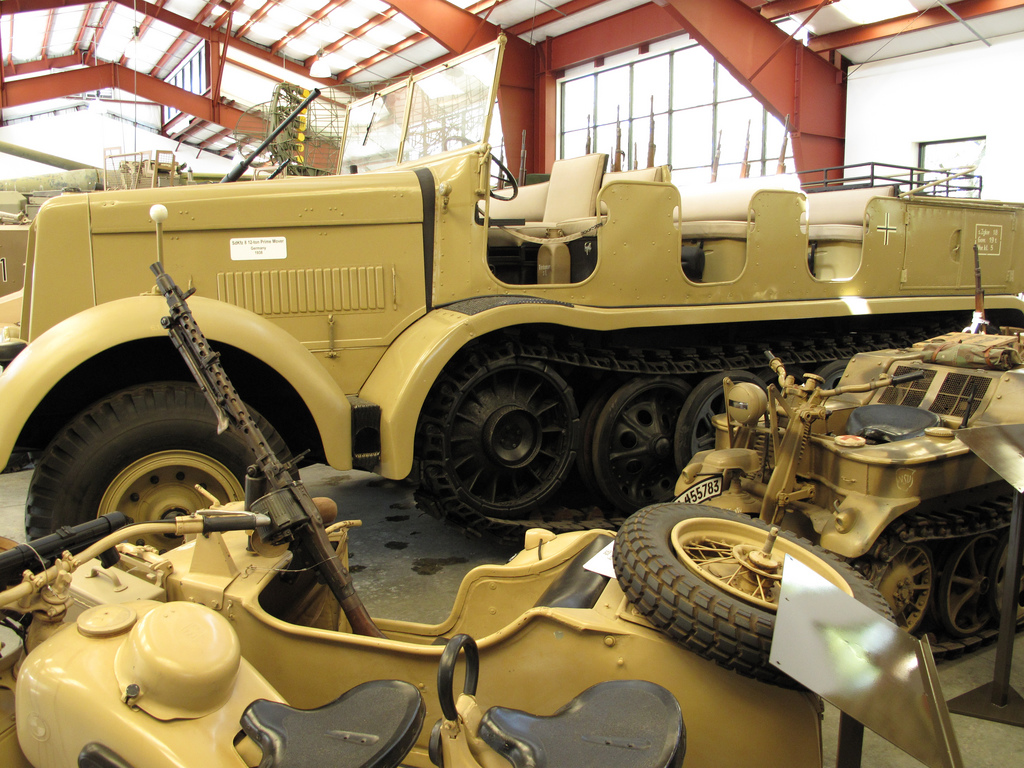
Sd.Kfz. 8 dans un musée californien.

Le Sd.Kfz. 8 (Sonderkraftfahrzeug 8) ou schwerer Zugkraftwagen 12 t. fut, malgré son numéro de série « 8 », le premier semi-chenillé allemand entré en production, en 1934.

## Description
Conçu comme tracteur d'artillerie pour les canons et obusiers 15-cm K 16 et 21-cm "Lange Morser" de la Première Guerre mondiale (dont l'armée allemande conserva quelques pièces jusqu'en 1940), il fut utilisé pour tracter les canons modernes 17-cm K 18 et 10,5-cm Flak 38 / Flak 39.
Trois variantes connues du Sd.Kfz. 8[réf. nécessaire] :
- Le HK 1601, qui différait du véhicule original en de nombreux points, et constituait une tentative de combiner le Sd.Kfz. 8 et le Sd.Kfz. 9 de 18 tonnes.
- Un véhicule porteur d'un canon de 8,8cm Flak 18, utilisé de 1938 à 1943, le "Bufla".
- Le Schwerer Zugkraftwagen 12 to Daimler-Benz DB 10, gepenzert, un tracteur d'artillerie entièrement blindé dont la production est estimée   à entre 20 et 30 exemplaires[3]. Le seul de ces véhicules existant encore est en Pologne, au musée Tomaszow Mazowiecki[4].